# 50. sydlige breddekreds
Den 50. sydlige breddekreds (eller 50 grader sydlig bredde) er en breddekreds, der ligger 50 grader syd for ækvator. Den løber gennem Atlanterhavet, det Indiske Ocean, Stillehavet og Sydamerika.